# Distretto di Yaguas
Il distretto di Yaguas è uno dei quattro distretti  della provincia di Putumayo, in Perù. Si trova nella regione di Loreto e si estende su una superficie di 18.059,27 chilometri quadrati.
Ha per capitale la città di Remanso.